# والسا: مرد امید
والسا، مرد امید (لهستانی: Wałęsa. Człowiek z nadziei) یک فیلم زندگی‌نامه‌ای به کارگردانی آندری وایدا است که در سال ۲۰۱۳ منتشر شد. این فیلم زندگی لخ والسا کنشگر سندیکایی، برنده جایزه صلح نوبل و رئیس‌جمهور لهستان بین سال‌های ۱۹۹۰ تا ۱۹۹۵ را به تصویر کشیده است.
«والسا، مرد امید» نخستین فیلم لهستانی در مورد لخ والسا است،
وایدا معتقد است که این فیلم را می‌توان آخرین بخش یک سه‌گانه سیاسی (فیلم‌های مرد مرمرین، مرد آهنین و والسا مرد امید) دربارهٔ جنبش کارگری لهستان دانست، که اینک رهبر جنبش در مرکز آن قرار گرفته است.

## گزیدهٔ بازیگران
- روبرت وینتسکیویچ
- آگنیشکا گروخوفسکا
- ماریا رزاریا اوماجو
- زبیگنیف زاماخوفسکی
- ماتئوش کوشچوکویچ
- ماچئی اشتور
- میروسواف باکا
- ماوگوژاتا زایاژکوفسکا
- دوروتا ولمان
- سزاری کوشینسکی
- هنریک گوونبیفسکی
- پیوتر یاکوفسکی
- یاکوب مازورک
- پاوئو توماشفسکی
- آدام وُرونوویچ
- میروسواف هانیشفسکی
- ماگدالنا اسمالارا
- داوید زاوادزکی
- پیوتر ویتکوفسکی
- اِوا کُنستانتسیا بوئوخاک
- اِوا کولاشینسکا
- میخاو چرنتسکی
- پشمیسواف بلوشچ
- سزاری ووکاشویچ
- وویچیخ سولاش
- آندژی کونوپکا
- ماچئی مارچفسکی
- وویچیخ کالاروس
- اِوا کوریئوا
- مارچین هیکنار
- گژگوش ماوِتسکی
- آرکادیوش یانیچک
- میخاو مِـیِر